# Chinese Chemical Letters
Chinese Chemical Letters (abgekürzt Chin. Chem. Lett.) ist eine monatlich im Peer-Review-Verfahren erscheinende wissenschaftliche Fachzeitschrift im Bereich der Chemie. Sie erschien erstmals 1990 und wird von Elsevier für die Chinese Chemical Society herausgegeben. Aktueller Chefredakteur ist Xu-Hong Qian von der Technischen Universität Ostchinas.
Die Zeitschrift wird von Chemical Abstracts Service, Science Citation Index Expanded und Scopus indexiert. Der Impact Factor lag 2024 bei 8,9.

## Zwangszitate
2015 berichtete Jeffrey Beall, dass die Zeitschrift Autoren anbot, auf die Veröffentlichungsgebühr zu verzichten, wenn der Artikel innerhalb von zwei Jahren nach  Veröffentlichung mindestens sechs Mal zitiert wurde (anscheinend inklusive Selbstzitaten). Diese Zitate werden als Zwangszitate bezeichnet. In einer Reaktion gab die Redaktion bekannt, dass der Vorfall „vollständig auf einen unangemessenen Ausdruck unseres neuen Redakteurs zurückzuführen sei“ und dass „die Befreiung von der Veröffentlichungsgebühr aufgrund von Zitaten abgeschafft wurde.“